# Sacramentum
Sacramentum era um dos rituais dentro da religião romana antiga que se seguiam após o início das hostilidades militares contra os inimigos. Através dele os cidadãos da Roma Antiga adquiriam legitimidade religiosa para se transformar em soldados. Em outra acepção, o termo foi utilizado para significar a quantidade de dinheiro usado em tribunais.

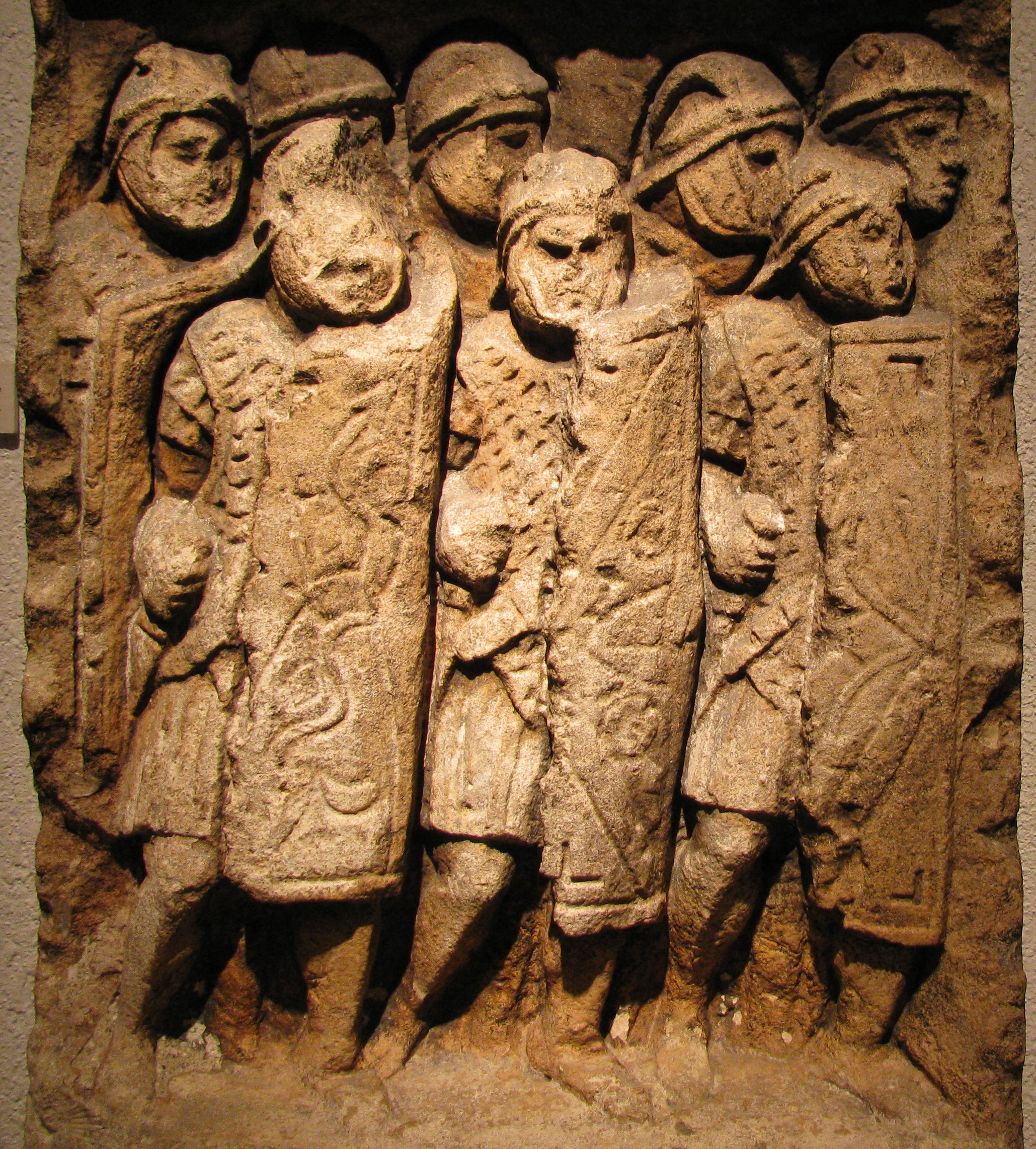
Soldados (legionários) romanos - relevo em estela funerária.

## Aptos para osacramentum
Apenas os que detinham o status de cidadão romano estavam aptos para participar do ritual. De maneira geral, homens livres com aproximadamente dezessete anos de idade realizavam o juramento militar. Caso um escravo romano participasse do ritual do sacramentum sem a permissão de seu senhor, seria passível de pena de morte.
Em alguns períodos da história romana, contudo, tal conduta foi flexibilizada, como no período das Guerras Púnicas, em que escravos foram libertados para realizar o sacramentum. Encontramos outro exemplo durante o governo do imperador Nero: quando este não obteve resposta de alguns cidadãos romanos ao chamado militar, declarou livre parte dos escravos desses homens, para que pudessem suprir o contingente, invocando-os para a guerra.

## O juramento

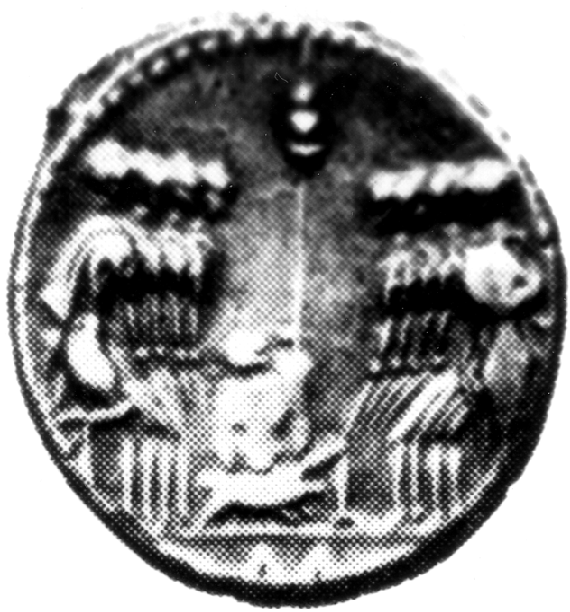
Moeda representando duas fileiras de quatro soldados, à direita e à esquerda, realizando o sacramentum, apontando suas espadas para um porquinho que é mantido no centro por um nono personagem.

Tito Lívio faz referência ao sacramentum realizado pelo exército romano durante o período da Segunda Guerra Púnica. Segundo o historiador romano, o sacramentum implicava no dever de obediência dos militia às ordens dos cônsules. Um compromisso também era feito entre os companheiros de batalha, em que se ficava entendido que eles não se retirariam da luta, a menos que tivessem como objetivo se armar, atacar um inimigo, ou, ainda, salvar um cidadão romano.

## Osacramentume o status do militar
O ritual do sacramentum também tinha implicações jurídicas. Os soldados gozavam de certa imunidade legal, uma vez que deveriam ser julgados apenas em cortes militares, em que civis raramente ganhavam suas causas. O poeta Juvenal satiriza esses benefícios advindos do juramento militar.